# María de Lourdes
María de Lourdes Pérez López (Mexico-Stad, 30 december 1939 - Amsterdam, 6 november 1997) was een Mexicaanse zangeres van ranchera's, bolero's en andere traditionele vormen van Mexicaanse muziek. In eigen land is ze bekend als "de Ambassadeur" en "de Stem van Mexico". Haar album Mujer Importante werd in 1986 genomineerd voor een Grammy in de categorie Best Mexican-American Performance. In Nederland werd haar carrière gestimuleerd door haar optreden in de Rode Hoed in 1991 tijdens haar bezoek ter gelegenheid van de 80e verjaardag van Prins Bernhard.

## Biografie

### Jeugd
De Lourdes werd geboren in Mexico-Stad in 1939 als dochter van Alberto Pérez Beltrán, onderwijzer, en Emilia López Santoyo. Als klein kind woonde ze vijf jaar in Zetal, Veracruz vanwege het werk van haar vader. Toen ze 7 was keerde het gezin terug naar de wijk Tepito in Mexico-Stad waar zij het grootste deel van haar jeugd doorbracht. Ze bracht een jaar door bij een oom in Uriangato, Guanajuato. In Mexico-Stad volgde ze een handelscursus en werkte als secretaresse in een leerlooierij.
De Lourdes gaf van jongs af aan blijk van haar talent. Ze zong kerstliedjes op school en traditionele Mexicaanse liedjes bij familiebijeenkomsten. Sterk beïnvloed door de bekende zangers uit haar tijd, ontwikkelde zij een passie voor het Mexicaanse lied. Ze nam deel aan een talentenjacht op radio XEQ en kreeg een contract bij radio XEW. Daarmee verwierf ze nationale bekendheid en in 1957, op 17-jarige leeftijd, werd ze gevraagd voor kleine rollen als zangeres in een serie speelfilms.

### Ambassadeur
De eerste langspeelplaat van María de Lourdes kwam uit in 1961. Toen Mexico-Stad in 1963 de Olympische Spelen van 1968 kreeg toegewezen, tijdens de 61e sessies van het IOC, werd haar gevraagd om bij te dragen aan een internationale goodwill-campagne om de Spelen in Mexico-Stad te promoten. Miguel Alemán Valdés, op dat moment voorzitter van de Nationale Raad voor Toerisme (Conatur), benoemde haar tot "Ambassadeur van het Mexicaanse Lied". Ze ontving een persoonlijke uitnodiging van president Soekarno om op te treden tijdens de Spelen van de Nieuwe Opkomende Krachten in Jakarta in november 1963. Dat mondde uit in een wereldtournee. In Japan oogstte ze veel succes en in 1965 bracht ze daar een langspeelplaat uit. In 1971 zong De Lourdes in Tokio voor keizer Hirohito.
Ook in Mexico groeide zij uit tot een beroemde zangeres. In de jaren '60 trad ze op in het Mexicaanse televisieprogramma Noches Tapatías en acteerde ze in een aantal speelfilms. In 1974 boekte ze haar grootste hit in Mexico met het nummer Cruz de Olvido van haar vriend en collega Juan Zaizar.
Ze werd ook nog steeds vaak gevraagd om op te treden voor staatshoofden, zoals tijdens het staatsbezoek van de Duitse president Walter Scheel aan Mexico in 1977. In 1986 werd haar langspeelplaat Mujer Importante genomineerd voor een Grammy in de categorie Best Mexican American Performance.
Een ander facet van De Lourdes was haar activiteit op het gebied van organisatie en behartiging van belangen van zangers. In 1988 stichtte ze samen met componisten en andere zangers de "steungroep voor het typisch Mexicaanse lied" (Grupo Impulsor de la Música Representativa de México), een organisatie die zich inzette voor de internationale promotie van de folkloristische Mexicaanse muziek.

### Carrière in Nederland
Als favoriete zangeres van Prins Bernard, die haar ontmoet had in Mexico in het begin van de jaren '60, kwam De Lourdes regelmatig in Nederland. Op uitnodiging van Koningin Beatrix woonde ze de 80e verjaardag van Prins Bernhard bij en zong voor hem volgens Mexicaans gebruik het lied Las Mañanitas. Tijdens datzelfde bezoek trad ze op in de Rode Hoed met een concert dat live werd uitgezonden door de NOS. Daarop volgden platencontracten en jaarlijkse tours door Nederland.

### Overlijden
In 1997 stond De Lourdes op het punt om terug te keren naar Mexico, toen ze op Schiphol een hartaanval kreeg, in het bijzijn van haar zoon, de zanger Lázaro Ortega, en Carolina Voorbergen, de voorzitter van een van haar fanclubs. Het nieuws veroorzaakte een schok in Nederland en Mexico en dompelde de wereld van de traditionele Mexicaanse muziek in rouw. Een paar dagen later kwamen duizenden mensen op het Garibaldi-plein in Mexico-Stad bijeen om haar een laatste groet te brengen, haar grootste succesnummer Cruz de Olvido te zingen en haar standbeeld te onthullen.

## Gedeeltelijke discografie
De discografie van De Lourdes omvat meer dan 50 titels, uitgegeven in Mexico, de Verenigde Staten, Canada, Japan, Frankrijk, Duitsland en Nederland, waaronder de volgende:
- 1961: Así es mi Tierra. Mexico: Columbia DCA 220
- 1965: María de Lourdes. Met de Mariachi Nacional De Arcadio Elias. Verenigde Staten: Columbia EX 5067
- 1965: The Rose of Mexico. Japan: Orfeon SH 150
- 1968: Voz de México. Met de Mariachi Vargas de Tecalitlan. Mexico: RCA Victor MKL 1775
- 1969: The Voice of Mexico. Nederland: Phillips 870.030 BFY
- 1973; La Voz del Sentimiento vol. III. Verenigde Staten: Caliente CLT 7043
- 1974: Cruz de Olvido. Mexico: RCA Victor MKS 1991
- 1986: Mujer Importante. Verenigde Staten: RCA International IL6-7366
- 1992: María de Lourdes en Holanda. Nederland: Dureco 1156472
- 1993: En Concierto. Nederland: Dureco 1159062
- 1994: Con sabor de Mexico para el mundo. Nederland: Dureco 1160082
- 1997: Simplemente Maria. Nederland: Polydor 537 311-2
- 2002: La Colección. Nederland: Dureco 11 63462

## Films
De Lourdes heeft opgetreden als zangeres in ten minste een vijftal films, waaronder:
- 1958: Los Mujeriegos
- 1958: El Rayo de Sinaloa (La venganza de Heraclio Bernal)
- 1958: La Rebellión de la Sierra
- 1958: Una golfa

Daarnaast heeft zij opgetreden als actrice in ten minste een zestal films, waaronder:
- 1965: Los tales por cuales
- 1965: El Tigre de Guanajuato: Leyenda de venganza
- 1974: Hermanos de sangre

## Tv-programma's
- 1970: Glücksspirale, Duitse televisiedocumentaire
- jaren ´60 en '70: Noches Tapatías, gast en gastvrouw (1976)
- 2004: Pastorelas de Navidad, archiefmateriaal

## Nominaties en prijzen
- 1986: Nominatie voor Grammy in de categorie Beste Mexicaans-Amerikaanse Performance voor het album Mujer Importante